# Beth Allen
Beth Allen, Elizabeth Grace Nel Allen de son nom complet, est une actrice néozélandaise, née le 28 mai 1984 à Auckland (Nouvelle-Zélande). 

## Biographie
Beth Allen a suivi sa scolarité à « L'Avondale College » d'Auckland. Elle obtient son premier rôle à l'âge de 8 ans (1993).

## Filmographie
- Riding High (1995) dans le rôle d'Eva
- The Ugly (1997) dans le rôle de Julie (âge 13 ans)
- Xena, la guerrière (Xena, Warrior Princess) (1998) dans le rôle de Vanessa/Pilee dans l'épisode « Daughter of Pomira »
- A Twist in the Tale (1998) dans le rôle de Rosa Martinelli dans l'épisode « The Green Dress »
- The Legend of William Tell (1998) dans le rôle de Princesse Vara
- La Tribu séries 1, 3, 4, 5 (1998/...) dans le rôle d'Ambre/Eagle
- The Big Breakfast (03/06/01) dans le rôle de elle-même/Ambre
- Revelations – The Initial Journey (2002) dans le rôle d'Anna dans l'épisode « A Dream of Flying »